# Cleruchus petr
Cleruchus petr is een vliesvleugelig insect uit de familie Mymaridae. De wetenschappelijke naam is voor het eerst geldig gepubliceerd in 2002 door Triapitsyn.